# 9С15 «Обзор-3»
9С15 «Обзор-3» (за класифікацією НАТО — Bill Board) — радянська та російська самохідна радіолокаційна станція кругового огляду зі складу ЗРС С-300В. Здатна одночасно проводити активний пошук цілей (3 координати) і пасивний (2 координати).

## Історія створення
Розробка РЛС 9С15 була розпочата за єдиними тактико-технічними вимогами до ЗРС С-300В. Роботи велися в новосибірському Науково-дослідному інституті вимірювальних приладів під керівництвом В. В. Райзберга, Ю. А. Кузнєцова, а потім Г. Н. Голубєва. У 1983 році комплекс С-300В1 був прийнятий на озброєння у складі командного пункту 9С457, РЛС 9С15, багатоканальної станції наведення ракет 9С32, пускової установки 9А83, пуско-заряджальної установки 9А85 і зенітної керованої ракети 9М83. У 1988 році закінчився другий етап випробувань, після якого комплекс С-300В був доповнений РЛС 9С19, пусковою установкою 9А82, пуско-заряджальною установкою 9А84 та зенітною керованою ракетою 9М82.

## Опис конструкції
Основним призначенням РЛС 9С15 є постійний огляд визначеного простору та супровід до 200 аеродинамічних цілей та балістичних ракет типу MGM-52 Lance і «Скад», а також передача всієї отриманої інформації на командний пункт 9С457. Станція працює в сантиметровому діапазоні електромагнітних хвиль, має високу пропускну здатність і програмне управління променем. Роботу станції реалізовано у двох режимах.
Перший режим призначений для виявлення та супроводу аеродинамічних цілей. У цьому режимі забезпечена зона огляду 45° по підвищенню, дальність виявлення становить до 240 км. Огляд сектора пошуку триває 12 секунд. Імовірність виявлення цілі класу винищувач на максимальній дальності огляду становить 50 %.
Другий режим призначений в основному для виявлення та супроводу балістичних ракет. У цьому режимі забезпечена зона огляду від 20° до 55° по підвищенню, при цьому інструментальна дальність виявлення становить до 150 км. Огляд сектора пошуку триває 9 секунд. Надійне виявлення цілі класу винищувач проводиться на інструментальній дальності огляду, а цілей типу MGM-52 Lance або Р-17 — не менше 115 км.
До складу 9С15 входять:
1. Антенний пост
2. Приймач;
3. Система виявлення «Свій-чужий»
4. Автоматизована система отримання та обробки інформації.

### Ходова частина
Усі засоби РЛС 9С15 «Обзор-3» встановлені на спеціальне гусеничне шасі, що має індекс ГБТУ — «Об'єкт 832» (рос. Объект 832). Шасі розроблено у конструкторському бюро Ленінградського заводу імені Кірова. В основі конструкції лежить шасі самохідної гармати 2С7 «Піон». Змінено положення моторно-трансмісійного відділення (перенесено до кормової частини машини), вузли та агрегати шасі по окремих вузлах уніфіковані з танками Т-72 та Т-80.

## Модифікації
- 9С15 — РЛС ЗРС С-300В1
- 9С15М — РЛС ЗРС С-300В
- 9С15М2 — РЛС ЗРС С-300ВМ